# 美浜 (浦安市)
美浜（みはま）は、千葉県浦安市の大字。現行行政地名は美浜一丁目から美浜五丁目。郵便番号は279-0011。

## 地理
第1期海面埋立事業によって作られた中町地区に位置する。地域に隣接してJR京葉線新浦安駅がある。また、地域の西端に国道357号、首都高速湾岸線が通る。
一丁目の新浦安駅前にはオリエンタルホテル東京ベイ・浦安ブライトンホテルがあり、三・四丁目が戸建住宅街、駅前を除いた一丁目・二・五丁目がマンション地区となっている。春は境川沿いの桜並木と、若潮公園・美浜公園での花見が風物となっている。
一丁目に京葉銀行新浦安支店、オリエンタルホテル東京ベイ・浦安ブライトンホテル、三丁目に首都高速道路湾岸線浦安出入口、市立美浜南小学校、新浦安駅北郵便局、五丁目に市立美浜北小学校、市立美浜中学校、美浜公民館、浦安警察署がある。
東は入船、西は海楽、南は境川を挟んで富岡、北は市川市塩浜と接している。

### 地価
住宅地の地価は、2014年（平成26年）1月1日に公表された公示地価によれば、美浜3-23-13の地点で305,000円/m2となっている。

## 歴史

### 地名の由来
かつて、当地が房総地区の山々が望め、干潮時には美しい砂浜が一帯に連なっていたことから、「美浜」とした。

### 沿革
- 1971年（昭和46年）8月2日 - 第1期海面埋立事業により、東葛飾郡浦安町美浜を新設。
- 1981年（昭和56年）4月1日 - 市制施行により、浦安市美浜となる。
- 1987年（昭和62年）10月12日 - 住居表示施行により、浦安市美浜一丁目～五丁目となる。

## 町名の変遷
「美浜」新設時
| 実施後 | 実施年月日     | 実施前（各町名ともその一部） |
| ------ | -------------- | ---------------------------- |
| 美浜   | 昭和46年8月2日 | （地名なし）                 |

住居表示施行時
| 実施後     | 実施年月日       | 実施前（各町名ともその一部） |
| ---------- | ---------------- | ---------------------------- |
| 美浜一丁目 | 昭和62年10月12日 | 美浜                         |
| 美浜二丁目 | 昭和62年10月12日 | 美浜                         |
| 美浜三丁目 | 昭和62年10月12日 | 美浜                         |
| 美浜四丁目 | 昭和62年10月12日 | 美浜                         |
| 美浜五丁目 | 昭和62年10月12日 | 美浜                         |

## 世帯数と人口
2017年（平成29年）10月31日現在の世帯数と人口は以下の通りである。
| 丁目       | 世帯数    | 人口    |
| ---------- | --------- | ------- |
| 美浜一丁目 | 1,285世帯 | 3,141人 |
| 美浜二丁目 | 920世帯   | 2,069人 |
| 美浜三丁目 | 473世帯   | 1,101人 |
| 美浜四丁目 | 533世帯   | 1,268人 |
| 美浜五丁目 | 1,000世帯 | 2,331人 |
| 計         | 4,211世帯 | 9,910人 |

## 小・中学校の学区
市立小・中学校に通う場合、学区は以下の通りとなる。
| 丁目       | 番地 | 小学校               | 中学校             |
| ---------- | ---- | -------------------- | ------------------ |
| 美浜一丁目 | 全域 | 浦安市立美浜南小学校 | 浦安市立美浜中学校 |
| 美浜二丁目 | 全域 | 浦安市立美浜南小学校 | 浦安市立美浜中学校 |
| 美浜三丁目 | 全域 | 浦安市立美浜南小学校 | 浦安市立美浜中学校 |
| 美浜四丁目 | 全域 | 浦安市立美浜北小学校 | 浦安市立美浜中学校 |
| 美浜五丁目 | 全域 | 浦安市立美浜北小学校 | 浦安市立美浜中学校 |

## 施設
- 首都高速道路湾岸線浦安出入口
- 浦安警察署
- 浦安市立美浜南幼稚園
- 浦安市立美浜北幼稚園
- 浦安市立美浜南小学校
- 浦安市立美浜北小学校
- 浦安市立美浜中学校
- 美浜公民館
  - 浦安市立中央図書館美浜公民館図書室
- 若潮公園
- 美浜公園
- 新浦安駅北郵便局
- 京葉銀行新浦安支店
- オリエンタルホテル東京ベイ
- 浦安ブライトンホテル
- マツモトキヨシ